# Anicetus Andrew Wang Chong-yi
Anicetus Andrew Wang Chong-yi (chinesisch 王充一, Pinyin Wáng Chōngyī; * 26. Oktober 1919 im Dorf Huanggoushu bei Zhenning, Provinz Guizhou, Republik China; † 20. April 2017 in der Großgemeinde Huanggoushu, Volksrepublik China) war römisch-katholischer Bischof des Erzbistums Guiyang in der Volksrepublik China.

## Leben
Wang Chong-yi stammte aus einer katholischen Familie und besuchte das Knabenseminar von Guiyang, der Hauptstadt der Provinz Guizhou im Südwesten von China, und trat in das Priesterseminar „Sankt Paul“ ein. Am 24. Oktober 1949 empfing er die Priesterweihe und war in der Seelsorge in Meitan und Zunyi tätig.
Während der Kulturrevolution wurde er verhaftet und wurde zu neun Jahren Zwangsarbeit in einem Arbeitslager verurteilt. Erst 1979 durfte er wieder als Pfarrer arbeiten.
Am 4. Dezember 1988 wurde Anicetus Andrew Wang Chong-yi in Peking zum Erzbischof des Erzbistums Guiyang geweiht. Er gehörte der staatlichen Chinesisch Katholisch-Patriotischen Vereinigung an; seine Bischofsweihe wurde jedoch während seiner Amtszeit als Erzbischof vom Heiligen Stuhl bestätigt. Seinem altersbedingten Rücktrittsgesuch wurde am 4. März 2015 durch Papst Franziskus angenommen. Sein Nachfolger wurde Paul Xiao Zeijiang.
Er verstarb mit 98 Jahren im Krankenhaus der Großgemeinde von Huanggoushu und wurde in der Kathedrale von Guiyang bestattet.